# Sandra Barata Belo
Sandra Barata Belo (* 31. Juli 1978 in Lissabon) ist eine portugiesische Film- und Fernsehschauspielerin. Auch als Theaterproduzentin, Theaterschauspielerin und Theaterregisseurin ist sie tätig.
In Deutschland war sie mit ihrer Hauptrolle in der Telenovela Frozen Memories zu sehen, 2019 von Sat.1 emotions ausgestrahlt.

## Leben
Sandra Barata Belo besuchte nach Abschluss der Schule die Escola Profissional de Artes e Ofícios do Espectáculo, die Theater-, Film- und Zirkusfachschule des bekannten Kultur- und Sozialvereins Chapitô unterhalb des Castelo de São Jorge, wo sie ihre Leidenschaft für das Clownspiel und die Schauspielerei entwickelte. 1997 schloss sie dort ihre Ausbildung ab und begann Theater zu spielen, vor allem in kleinen engagierten Projekten.
Nach kleineren Fernseh- und Filmrollen spielte sie 2008 im Kinofilm Amália die Rolle der Amália Rodrigues. Das Biopic beschäftigt sich mit dem persönlichen Lebenslauf der bekannten Fadosängerin und wurde mit über 200.000 Zuschauern die erfolgreichste portugiesische Filmproduktion des Jahres. Der Film gehört zu den erfolgreichsten portugiesischen Filmen seit 2004 und machte Barata Belo beim großen Publikum bekannt, zudem wurde sie für ihre Darstellung mit zwei portugiesischen Filmpreisen ausgezeichnet, darunter der Globo de Ouro 2009.
Ihre Bekanntheit nahm mit ihrer Rolle im erfolgreichen Jugend-Kinofilm Uma Aventura na Casa Assombrada ein Jahr später weiter zu, eine Verfilmung einer populären Kinder- und Jugendbuchreihe in Portugal. Regisseur beider Filme war Carlos Coelho da Silva, Programmdirektor des privaten Fernsehsenders SIC.
Seither spielte sie in einer Reihe Fernsehserien und vor allem Telenovelas der SIC, darunter Rosa Fogo (2011/2012), Sol de Inverno (2013/2014),  Raínha das Flores (2016/2017, international als Frozen Memories vermarktet), Alma e Coração (2018/2019), und Nazaré (2019/2020). Auch in Produktionen des öffentlich-rechtlichen Senders RTP spielte sie gelegentlich, aber es waren vor allem ihre Rollen in erfolgreichen Fernsehproduktionen der SIC, die sie zur heute bekannten öffentlichen Person machten.
Seit 2013 betätigt sie sich parallel auch als Theaterproduzentin, mit ihrer Produktionsfirma Beladona. Ihre erste Produktion war Morreste-me, eine Adaption der gleichnamigen Erzählung von José Luís Peixoto. 2015 folgte mit einer Adaption von Stefan Zweigs Brief einer Unbekannten ihre nächste Produktion, von ihr mit-inszeniert und wieder mit ihr in einer Hauptrolle.
Barata Belo hält ihr Privatleben weitgehend von der Öffentlichkeit fern. Sie lebt mit ihrem weiter anonym bleibenden Freund im Großraum Lissabon, das Paar hat nach Sohn Baltazar (* 26. Oktober 2017) seit Mitte Dezember 2020 einen zweiten Sohn.

## Filmografie
- 1998: Peregrinação – Expo 98 (Fernsehfilm)
- 2000: Baby Gasoline (Musikvideo)
- 2001: Rasganço; Regie: Raquel Freire
- 2003: Rádio Relâmpago (Fernsehfilm); Regie: José Nascimento
- 2004: Suor e Fantasia (Musikvideo)
- 2005: Família Galaró (Fernsehserie)
- 2006: Laços (Musikvideo)
- 2007: Chiquititas (Telenovela, SIC)
- 2008: Amália; Regie: Carlos Coelho da Silva
- 2008: Até ao Fim (Kurzfilm); Regie: Frederico Trancoso
- 2009: Uma Aventura na Casa Assombrada; Regie: Carlos Coelho da Silva
- 2009: A Vida Privada de Salazar; Regie: Jorge Queiroga (auch Fernseh-Mehrteiler)
- 2009–2010: Perfeito Coração (Telenovela, SIC)
- 2010: Respiro; Regie: Sérgio Graciano
- 2011: Maternidade (Fernsehserie, RTP, eine Folge)
- 2011: Voo Directo (Fernsehserie, RTP, eine Folge)
- 2011: Laços de Sangue (Telenovela, SIC)
- 2011: Milagre (Kurzfilm); Regie: Amadeu Pena da Silva
- 2011–2012: Rosa Fogo (Telenovela, SIC)
- 2012: Maria Coroada (Fernsehfilm); Regie: Carlos Coelho da Silva
- 2013–2014: Sol de Inverno  (Telenovela, SIC)
- 2014: Mulheres de Abril (Fernseh-Mehrteiler, eine Folge)
- 2014–2015: Mar Salgado (Telenovela, SIC)
- 2016–2017: Frozen Memories (Rainha das Flores) (Telenovela, SIC)
- 2018–2019: Alma e Coração (Telenovela, SIC)
- 2019–2020: Nazaré (Telenovela, SIC)
- 2022: Lua de Mel (Telenovela, SIC)
- 2022: Kafka's Doll (Kurzfilm, Sprechrolle); Regie: Bruno Simões